# اولاد عطیه (استان مسیله)
اولاد عطیه (استان مسیله) (به عربی: أولاد عطیة) یک شهرداری در الجزایر است که در استان مسیله واقع شده‌است.